# Sun Shuwei
Sun Shuwei, né le 21 janvier 1976 à Jieyang, est un plongeur chinois.

## Palmarès

### Jeux olympiques
- Barcelone 1992
  -  Médaille d'or en plateforme 10 mètres[1].

### Championnats du monde
- Championnats du monde de natation 1991
  -  Médaille d'or en plateforme 10 mètres
- Championnats du monde de natation 1994
  -  Médaille d'argent en plateforme 10 mètres
- Championnats du monde de natation 1998
  -  Médaille d'or en plateforme 10 mètres synchronisé.